# Greg the Bunny
Greg the Bunny ist eine US-amerikanische Puppen-Sitcom, die die Sesamstraße, die Muppet Show und andere Kinder-Puppenserien parodiert. Im Mittelpunkt stehen der Hase Greg, eine kleine Handpuppe, und dessen Menschenfreund Jimmy, gespielt von Seth Green.

## Hintergrund
Ursprünglich war Greg the Bunny eine Sketch-Reihe in der halbstündigen Amateur-Comedyserie „Junktape“, produziert von Dan Milano, Spencer Chinoy und Sean Baker. Bald schon wurde der US-Sender Fox auf den Erfolg der Serie aufmerksam und produzierte eine professionelle Comedy-Show mit Stars wie Seth Green, Eugene Levy und Sarah Silverman. Diese entstandene Serie handelte, in Anlehnung an die Muppet Show, hinter den Kulissen einer gleichnamigen Show.
Die erste Staffel mit 13 Folgen wurde 2002 von Fox ausgestrahlt. Es wurden zunächst keine weiteren Folgen bestellt, erst ab 2005 wurden zwei weitere Staffeln mit 14 bzw. 5 Folgen durch den Independent Film Channel ausgestrahlt. Auf Deutsch wurde die Serie ab 2007 auf Comedy Central Deutschland gesendet.

## Charaktere
- Greg the Bunny ist eine einfache Handpuppe und Star der Show. Er ist eine Hasenpuppe, welche sehr stolz auf seine Puppen-Familie ist. Laut IFC ist Greg der Sohn eines Menschen-Vaters und einer Puppen-Mutter.
- Jimmy Bender, dargestellt von Seth Green, ist Gregs bester Freund. Er taucht das erste Mal in der 2002 produzierten Show auf.
- Warren the Ape ist eine Affen-Handpuppe. Neben seinen Suchtproblemen bezüglich Alkohol und Zigaretten, stellt er sich selber als alterfahrener Autor dar und lehnt es ab in der Show aufzutreten. Grund dafür ist seine mangelnde Bühnenerfahrung.
- Alison Kaiser ist die Managerin der Show. Zudem ist die Warrens große Liebe, jedoch scheitert der Affe stets bei ihr.
- Gil Bender ist Jimmys Vater und Produzent der Show.
- Graf Blah ist, wie man am Namen schon erkennen kann, eine Parodie auf Graf Zahl aus der Sesamstraße. Er tritt als erfahrener Schauspieler auf, der durch ein kleines Sprachproblem gekennzeichnet ist. Neben Greg und Warren ist er der einzige Charakter, der schon seit der Entstehung der ersten Sketche dabei ist.